# La Fille d'Ernest
La Fille d'Ernest is een uit Brussel afkomstige band.

## Geschiedenis
La Fille d'Ernest werd opgericht toen gitarist Urundi Lack The Scabs verliet en de 17-jarige Vévé Mazimpaka leerde kennen. De band maakte een mengeling van Afrikaanse en Europese muziek. Het blad Humo omschreef het als "een drukke mengelmoes van aanstekelijke Afrikaanse ritmes en gestresseerde westerse gitaren: Talking Heads met zicht op de savanne" en "gedeukte en charmant rammelende Afrikaanse carrosserieën voorzien van een solide Europese motor".
Het tot nu toe enige album, Système D, werd geproduceerd door Jean-Marie Aerts in 1992. Système D is een verwijzing naar de Afrikaanse gewoonte zich in alle situaties te "Débrouilleren", zijn plan te trekken.
De band is vooral bekend door de radiohits Système D en Tout Bouge. Het eerste nummer verscheen in een akoestische liveversie op de Update Live - CD - 1992 van Studio Brussel. De single Tout Bouge werd opgenomen in de Belpop-reeks. 
Studio Brussel stuurde de afrorockers in 1992 naar het 10de ERU-rockfestival te Aalborg (Denemarken).
La Fille d'Ernest werkte mee aan het videoconcert 'X-Africa', onder leiding van Walter Verdin, met verder onder meer Sabine Kabongo & Sylvie Nawasadio (ex-Zap Mama) (1996).
In 2006 was er hun opgemerkte verschijning op het 0110-concert te Brussel.
2019: ep-cd: Electric Field Recordings.
2020: Special Edition Memory-Stick: 27 Minutes Over Brussels.

## Discografie
- Système D - La fille d'Ernest (BMG-Ariola - 1992)
- 16 Belgian Popsongs Volume 2 - LFDE + Various (EMI - 1991)
- Studio Brussel Update Live - LFDE + Various (N.E.W.S. - 1992)
- Ramones forever, an international tribute - LFDE + Various (Radical Records USA - 2002)
- Bel 90 - Het Beste Uit De Belpop Van 1992 - LFDE + Various (EMI - 2006)
- Electric Field Recordings - La fille d'Ernest (Self released - 2019)
- 27 Minutes Over Brussels - La fille d'Ernest (Self-released - 2020)